# Flagge von Laos
Die Flagge von Laos wurde am 2. Dezember 1975 offiziell eingeführt.

## Beschreibung und Bedeutung

Aufbau

Die Streifen haben ein Verhältnis von 1:2:1. Rot steht für das Blut, das im Kampf zur Erlangung der Unabhängigkeit vergossen wurde. Blau symbolisiert das Gedeihen und die weiße Scheibe steht für eine glänzende Zukunft des Landes, oder in einer anderen Lesart, für den Mond der über dem Mekong scheint. Sie liegt genau im Zentrum der Flagge und hat einen Durchmesser von 80 % der Höhe des blauen Streifens.

## Geschichte

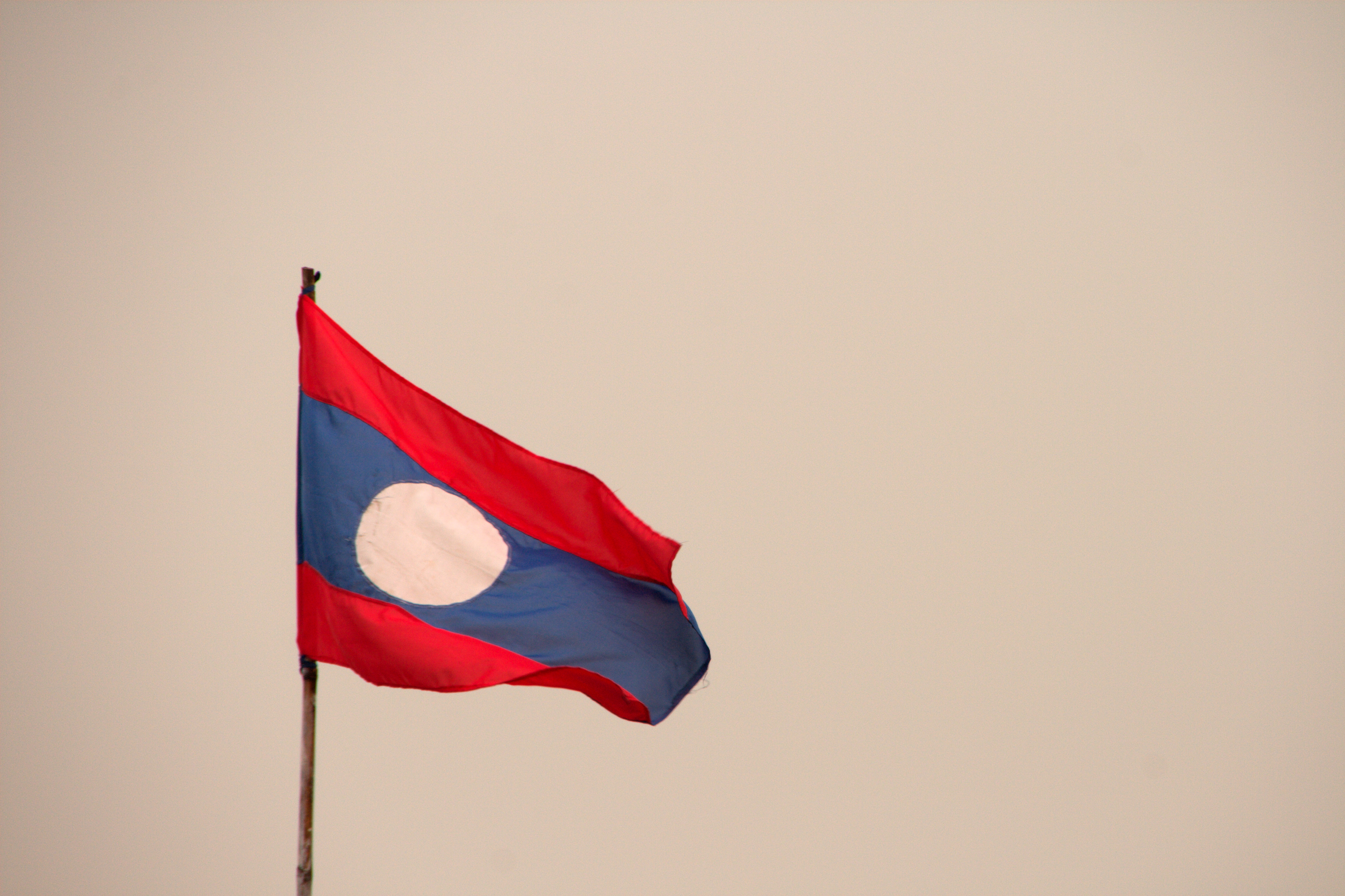
Flagge von Laos

1893 wurde das Gebiet der drei Königreiche Luang Prabang, Vientiane und Champasak, über die Siam die Oberhoheit hatte, zu einem französischen Protektorat. Daher wurde in der Gösch der Flagge des Königreichs Luang Prabang die französische Trikolore hinzugefügt. Die Elefanten weisen auf das alte Reich von Lan Xang hin, dessen Namen übersetzt „Millionen Elefanten“ bedeutet. 1949 erhielt Laos seine Unabhängigkeit innerhalb der Union française. 1952 wurde die Trikolore entfernt. Erst 1954 verzichtete Frankreich auf alle Ansprüche. 1975 wurde das Königreich gestürzt und Laos kommunistisch. Mit einher ging dabei der Wechsel zur heutigen Nationalflagge.

Luang Prabang, bis 1893
Laos als französisches Protektorat, 1893 bis 1952
Königreich Laos, 1952 bis 1975
Königliche Flagge, 1952 bis 1975